# Спектр-001 (компьютер)

Компьютер Спектр-001

«Спектр-001» — советский 8-разрядный бытовой компьютер, клон ПК Радио 86РК. Выпускался серийно в начале 90-х годов Орловским заводом УВМ имени К. Н. Руднева.
Продавался по цене 457 рублей (1990-й год).

## Технические характеристики
- Процессор: КР580ВМ80А на частоте 1,78 МГц.
- ОЗУ: 32 КБ — 16 микросхем К556РУ6 (4116).
- ПЗУ: 2 КБ — УФПЗУ КС573РФ2 (2716).
- Видеоподсистема: только текстовый режим 25 строк на 64 символа. Применялся «контроллер алфавитно-цифрового терминала» КР580ВГ75 совместно с «контроллером прямого доступа к памяти» КР580ВТ57 (i8257). Последний также использовался для регенерации динамической памяти. Символы для знакогенератора прошиты в ПЗУ (КС573РФ2, 2 КБ, используется только половина объёма). Курсор формировался аппаратно ИС КР580ВГ75.
- Клавиатура: изначально была оригинальная герконовая (у моделей лета 1990 г). Потом простая матрица с контактами на замыкание (очень подверженная дребезгу контактов), обслуживалась полностью программно через порт ввода-вывода КР580ВВ55 (i8255).
- Звук: довольно оригинально в качестве источника звука использовался контакт процессора IE (разрешение прерываний). Поскольку прерывания в компьютере не использовались, он был свободен.
- Внешние устройства: в качестве устройства для хранения программ применялся бытовой кассетный магнитофон. К одному свободному порту КР580ВВ55 могло подключаться внешнее 8-битное устройство.

## Программное обеспечение
Встроенное:
- Монитор. От Радио-86РК он отличается исключительно строкой с названием компьютера (radio-86rk заменено на spektr-001).

На кассете в комплекте:
- Тест-программа, Ассемблер, Бейсик «Микрон», рекламный ролик (на Бейсике), игровые программы (в машинных кодах) — XONIX, Z M, СТАКАН, ПИТОН, РИКОШЕТ, ЧЕРВЯК, БАРЬЕР, ЦИРК.

Также возможно использование любых других программ для Радио-86РК (32 КБ).